# Кубок трёх наций 2011
Кубок трёх наций 2011 — 16-й розыгрыш Кубка трёх наций, ежегодного турнира по регби-15 между командами Австралии, Новой Зеландии и ЮАР. Проходил с 23 июля по 27 августа 2011 года. Победителем стала Австралия.
В таком формате этот турнир проводился последний раз, так как с 2012 года стала участвовать Аргентина и произошла смена названия на Чемпионат регби. Также в связи с проведением Кубка мира по регби количество игр было сокращено с девяти до шести.

## Регламент
Команды проводят по две игры (одну дома, другую в гостях) с каждым из соперников. Побеждает команда, набравшая большее количество очков. Помимо очков за победу и ничью, можно, при выполнении определённых условиях, заработать бонусные очки:
- 4 очка за победу
- 2 очка за ничью
- 0 очков за поражение
- 1 очко за четыре или более занесённые командой попытки в матче, вне зависимости от конечного результата игры (бонус в атаке)
- 1 очко за проигрыш в матче с разницей в семь или менее очков (бонус в защите)

## Результаты

### Итоговое положение команд
| Место | Команда        | Игры | Игры | Игры | Игры | Игровые очки | Игровые очки | Игровые очки | Бонусные очки | Всего очков |
| Место | Команда        | И    | В    | Н    | П    | +            | −            | ±            | Бонусные очки | Всего очков |
| ----- | -------------- | ---- | ---- | ---- | ---- | ------------ | ------------ | ------------ | ------------- | ----------- |
| 1     | Австралия      | 4    | 3    | 0    | 1    | 92           | 79           | +13          | 1             | 13          |
| 2     | Новая Зеландия | 4    | 2    | 0    | 2    | 95           | 64           | +31          | 2             | 10          |
| 3     | ЮАР            | 4    | 1    | 0    | 3    | 54           | 98           | -44          | 1             | 5           |

### Матчи

#### Первый матч
| 23 июля 2011 20:05 (UTC+10) | Австралия | 39:20 (15:6)  | ЮАР                                                                                             | «ANZ Stadium», Сидней Зрителей: 52 788 Судья: Крис Поллок Помощники судьи: Кейт Браун Винни Манро Телевизионный помощник судьи: Мэтт Годдард Инспектор матча: Мишель Ламулье |
| 23 июля 2011 20:05 (UTC+10) | Попытки: Александер 8' Иоане 10' О’Коннор 43' Мур 48' Эшли-Купер 55' Реализации: О’Коннор (4/5) 9', 11', 44', 49', 56' Штрафные: О’Коннор (2/2) 37', 53' | Отчёт (англ.) | Попытки: Ралепелле 59' Смит 76' Реализации: Ламби (2/2) 60', 77' Штрафные: Стейн (2/2) 30', 40' | «ANZ Stadium», Сидней Зрителей: 52 788 Судья: Крис Поллок Помощники судьи: Кейт Браун Винни Манро Телевизионный помощник судьи: Мэтт Годдард Инспектор матча: Мишель Ламулье |

#### Второй матч
| 30 июля 2011 19:35 (UTC+12) | Новая Зеландия | 40:7 (18:7)   | ЮАР                                                                    | «Westpac Stadium», Веллингтон Зрителей: 30 000 Судья: Ален Ролланд Помощники судьи: Стюарт Дикинсон Джеймс Леки Телевизионный помощник судьи: Гарратт Уильямсон Инспектор матча: Тапп Хеннинг |
| 30 июля 2011 19:35 (UTC+12) | Попытки: Крокетт 13' Гилдфорд (2) 15', 65' Джейн (2) 34', 45' Слэйд 71' Реализации: Картер (2/6) 14', 16', 35', 46', 66', 72' Штрафные: Картер (2/2) 3', 50' | Отчёт (англ.) | Попытки: Смит 29' Реализации: Стейн (1/1) 30' Штрафные: Стейн (0/1) 6' | «Westpac Stadium», Веллингтон Зрителей: 30 000 Судья: Ален Ролланд Помощники судьи: Стюарт Дикинсон Джеймс Леки Телевизионный помощник судьи: Гарратт Уильямсон Инспектор матча: Тапп Хеннинг |

#### Третий матч
| 6 августа 2011 19:35 (UTC+12) | Новая Зеландия | 30:14 (17:0)  | Австралия                                                                                            | «Eden Park», Окленд Зрителей: 54 500 Судья: Крэйг Жубер Помощники судьи: Мариус Джонкер Кристи дю Пре Телевизионный помощник судьи: Глен Джексон Инспектор матча: Стивен Хилдитч |
| 6 августа 2011 19:35 (UTC+12) | Попытки: Нону 8' Меаламу 27' Сививату 54' Реализации: Картер (3/3) 9', 28', 55' Штрафные: Картер (2/2) 6', 68' Дроп-голы: Картер (1/1) 47' | Отчёт (англ.) | Попытки: Иоане 51' Элсом 76' Реализации: Купер (2/2) 52', 77' Штрафные: О’Коннор (0/3) 30', 35', 42' | «Eden Park», Окленд Зрителей: 54 500 Судья: Крэйг Жубер Помощники судьи: Мариус Джонкер Кристи дю Пре Телевизионный помощник судьи: Глен Джексон Инспектор матча: Стивен Хилдитч |

#### Четвёртый матч
| 13 августа 2011 17:05 (UTC+2) | ЮАР                                                                                              | 9:14 (6:0)    | Австралия                                                                                       | «Kings Park Stadium», Дурбан Зрителей: 47 850 Судья: Брюс Лоуренс Помощники судьи: Джордж Клэнси Карло Дамаско Телевизионный помощник судьи: Шон Велдсман Инспектор матча: Тапп Хеннинг |
| 13 августа 2011 17:05 (UTC+2) | Штрафные: Стейн (1/1) 3', Джеймс (2/3 )16', 20', 58' Дроп-голы: Джеймс (0/1) 29' Стейн (0/1) 40' | Отчёт (англ.) | Попытки: МакКейб 48' Реализации: О’Коннор (0/1) 49' Штрафные: О’Коннор (3/4) 39', 44', 66', 74' | «Kings Park Stadium», Дурбан Зрителей: 47 850 Судья: Брюс Лоуренс Помощники судьи: Джордж Клэнси Карло Дамаско Телевизионный помощник судьи: Шон Велдсман Инспектор матча: Тапп Хеннинг |

| Игрок матча: Стивен Мур |

#### Пятый матч
| 20 августа 2011 17:05 (UTC+2) | ЮАР                                                                          | 18:5 (15:5)   | Новая Зеландия                                                           | «Nelson Mandela Bay Stadium», Порт-Элизабет Зрителей: 45 478 Судья: Джордж Клэнси Помощники судьи: Эндрю Смолл Карло Дамаско Телевизионный помощник судьи: Йохан Меувесен Инспектор матча: Тапп Хеннинг |
| 20 августа 2011 17:05 (UTC+2) | Штрафные: Стейн (5/5) 8', 10', 18', 27', 60' Дроп-голы: Стейн (1/2) 32', 40' | Отчёт (англ.) | Попытки: Кахуи 35' Реализации: Слэйд (0/1) 36' Штрафные: Слэйд (0/1) 20' | «Nelson Mandela Bay Stadium», Порт-Элизабет Зрителей: 45 478 Судья: Джордж Клэнси Помощники судьи: Эндрю Смолл Карло Дамаско Телевизионный помощник судьи: Йохан Меувесен Инспектор матча: Тапп Хеннинг |

| Игрок матча: Генрих Брюссоу |

#### Шестой матч
| 27 августа 2011 20:05 (UTC+10) | Австралия | 25:20 (20:3)  | Новая Зеландия                                                                               | «Suncorp Stadium», Брисбен Зрителей: 51 858 Судья: Уэйн Барнс Помощники судьи: Крэйг Жубер Кобус Уэсселс Телевизионный помощник судьи: Мэтт Годдард Инспектор матча: Боб Фрэнсис |
| 27 августа 2011 20:05 (UTC+10) | Попытки: Гениа 14' Само 34' Бил 61' Реализации: Купер (2/3) 15', 35', 62' Штрафные: Купер (2/3) 5', 33', 72' | Отчёт (англ.) | Попытки: Смит 52' Нону 59' Реализации: Картер (2/2) 53', 60' Штрафные: Картер (2/2) 24', 47' | «Suncorp Stadium», Брисбен Зрителей: 51 858 Судья: Уэйн Барнс Помощники судьи: Крэйг Жубер Кобус Уэсселс Телевизионный помощник судьи: Мэтт Годдард Инспектор матча: Боб Фрэнсис |

| Кубок трёх наций 2011 Победитель |
| -------------------------------- |
| Флаг Австралии                   |
| Австралия 3-й раз                |

### Статистика игроков
| 35 | Дэн Картер      | - | 7 | 6 | 1 |
| 28 | Джеймс О’Коннор | 1 | 4 | 5 | - |
| 26 | Морне Стейн     | - | 1 | 7 | 1 |
| 14 | Куэйд Купер     | - | 4 | 2 | - |
| 10 | Зак Гилдфорд    | 2 | - | - | - |
| 10 | Кори Джейн      | 2 | - | - | - |
| 10 | Джон Смит       | 2 | - | - | - |
| 10 | Дигби Иоане     | 2 | - | - | - |
| 10 | Ма’а Нону       | 2 | - | - | - |
| 6  | Батч Джеймс     | - | - | 2 | - |

| 2 | Зак Гилдфорд |
| 2 | Кори Джейн   |
| 2 | Джон Смит    |
| 2 | Дигби Иоане  |
| 2 | Ма’а Нону    |

Источник.